# Cave Johnson
Cave Johnson (11 gennaio 1793 – Clarksville, 23 novembre 1866) è stato un politico statunitense, 12° Direttore delle Poste.

## Biografia
Fu il dodicesimo direttore generale delle poste degli Stati Uniti d'America durante la presidenza di James Knox Polk (11º presidente).
Nato nella Contea di Robertson, stato del Tennessee, studiò alla Johnson Cumberland College in Nashville, si specializzò in legge, lavorando inizialmente a Clarksville. Fu anche presidente della banca del Tennessee dal 1854 al 1860.